# 파라흐 제이네프 압둘라
파라흐 제이네프 압둘라(튀르키예어: Farah Zeynep Abdullah, 1989년 8월 17일 ~ )는 터키의 배우, 모델, 가수이다.

## 출연 작품
- 챔피언 (2018)